# Troisième circonscription de la Seine (Quatrième République)
Pour les articles homonymes, voir Troisième circonscription de la Seine.
La troisième circonscription législative de la Seine recouvrait sept arrondissements de la rive droite de Paris : les 3e, 4e, 10e, 11e, 12e, 19e et 20e arrondissements. Cette délimitation s'est appliquée aux trois législatures de la Quatrième République française, de 1946 à 1958. Le département de la Seine comportait six circonscriptions, dont trois pour Paris et trois pour la banlieue, selon un découpage déjà en vigueur lors des élections des  Assemblées constituantes du 21 octobre 1945 et du 2 juin 1946.
Le mode d'élection est basé sur le suffrage universel direct à un tour, avec scrutin de liste proportionnel par circonscription et répartition des restes à la plus forte moyenne.
Dans la troisième circonscription de la Seine sont pourvus 11 sièges de députés, sur la base d'un nombre d'électeurs inscrits en 1946 de 531 000, arrondi au millier supérieur.

## Élections

### Première législature (1946-1951)

#### Résultats
| Liste    | Liste                 | Tête de Liste               | Voix    | %      | Élus |
| -------- | --------------------- | --------------------------- | ------- | ------ | ---- |
|          | PCF,                  | Florimond Bonte             | 166 512 | 35,9   | 5    |
|          | MRP                   | Marc Sangnier               | 94 493  | 20,4   | 3    |
|          | SFIO,                 | André Le Troquer            | 57 400  | 12,4   | 1    |
|          | UDSR                  | Pierre Maillaud dit Bourdan | 47 727  | 10,3   | 1    |
|          | PRL,                  | Charles Schauffler          | 42 207  | 9,1    | 1    |
|          | [...] 6 autres listes |                             |         |        |      |
|          |                       |                             |         |        |      |
| Inscrits | Inscrits              | Inscrits                    |         | 100,00 |      |
| Votants, | Votants,              | Votants,                    | 472 467 |        |      |
| Exprimés | Exprimés              | Exprimés                    | 462 781 |        |      |

#### Députés élus
| Député élu                  |  | Liste | no | Observations                                   |
| --------------------------- |  | ----- | -- | ---------------------------------------------- |
| Florimond Bonte             |  | PCF   | 1  |                                                |
| Georges Cogniot             |  | PCF   | 2  |                                                |
| Raymond Guyot               |  | PCF   | 3  |                                                |
| Denise Ginollin             |  | PCF   | 4  |                                                |
| Auguste Touchard            |  | PCF   | 5  |                                                |
| Marc Sangnier               |  | MRP   | 1  | remplacé par Jean Hubert, le 29 mai 1950.      |
| Francine Lefebvre           |  | MRP   | 2  |                                                |
| Paul Verneyras              |  | MRP   | 3  |                                                |
| André Le Troquer            |  | SFIO  | 1  |                                                |
| Charles Schauffler          |  | PRL   | 1  | remplacé par Jean Grousseaud, le 5 mai 1951.   |
| Pierre Maillaud dit Bourdan |  | UDRS  | 1  | remplacé par André Hugues, le 16 juillet 1948. |

### Deuxième législature (1951-1956)

#### Résultats
| Liste     | Liste                 | Tête de Liste     | Voix    | %      | Élus |
| --------- | --------------------- | ----------------- | ------- | ------ | ---- |
|           | PCF                   | Florimond Bonte   | 136 844 | 32,8   | 4    |
|           | RPF,                  | Christian Fouchet | 113 494 | 27,2   | 3    |
|           | SFIO,                 | André Le Troquer  | 46 015  |        | 1    |
|           | RGR                   | André Hugues      | 40 835  |        | 1    |
|           | MRP,                  | Francine Lefébvre | 29 284  |        | 1    |
|           | UNIR,                 | Pierre Guérard    | 10 473  | 2,5    | 1    |
|           | [...] 9 autres listes |                   |         |        |      |
|           |                       |                   |         |        |      |
| Inscrits  | Inscrits              | Inscrits          |         | 100,00 |      |
| Votants   | Votants               | Votants           | 430 312 |        |      |
| Exprimés, | Exprimés,             | Exprimés,         | 417 527 |        |      |

#### Députés élus
| Député élu        |  | Liste | no | Observations |
| ----------------- |  | ----- | -- | ------------ |
| Florimond Bonte   |  | PCF   | 1  |              |
| Georges Cogniot   |  | PCF   | 2  |              |
| Raymond Guyot     |  | PCF   | 3  |              |
| Madeleine Marzin  |  | PCF   | 4  |              |
| Christian Fouchet |  | RPF   | 1  |              |
| Jean Grousseaud   |  | RPF   | 2  |              |
| Jean-Louis Vigier |  | RPF   | 3  |              |
| Francine Lefébvre |  | MRP   | 1  |              |
| André Hugues      |  | RRRS  | 1  |              |
| Pierre Guérard    |  | UNIR  | 1  |              |
| André Le Troquer  |  | SFIO  | 1  |              |

### Troisième législature (1956-1958)

#### Résultats
| Liste     | Liste                  | Tête de Liste         | Voix    | %      | Élus |
| --------- | ---------------------- | --------------------- | ------- | ------ | ---- |
|           | PCF,                   | Florimond Bonte       | 167 089 | 33,7   | 4    |
|           | RRRS,                  | André Hugues          | 64 148  | 12,9   | 2    |
|           | SFIO                   | André Le Troquer      | 50 690  |        | 1    |
|           | CNI-ARS,               | Jean-Louis Vigier     | 50 267  | 10,1   | 1    |
|           | UFF                    | Jean Damasio          | 47 230  |        | 1    |
|           | MRP                    | Francine Lefebvre     | 25 595  |        | 1    |
|           | RGR                    | Louis Gautier-Chaumet | 19 090  |        | 1    |
|           | ARS-RI                 | Jean Grousseaud       | 10 385  |        | 0    |
|           | RS                     | Christian Fouchet     |         | 2,6    | 0    |
|           | [...] 10 autres listes |                       |         |        |      |
|           |                        |                       |         |        |      |
| Inscrits  | Inscrits               | Inscrits              | 622 345 | 100,00 |      |
| Votants,  | Votants,               | Votants,              | 516 599 |        |      |
| Exprimés, | Exprimés,              | Exprimés,             | 496 495 |        |      |

#### Députés élus
| Député élu            |  | Liste   | no | Observations |
| --------------------- |  | ------- | -- | ------------ |
| Florimond Bonte       |  | PCF     | 1  |              |
| Georges Cogniot       |  | PCF     | 2  |              |
| Raymond Guyot         |  | PCF     | 3  |              |
| Madeleine Marzin      |  | PCF     | 4  |              |
| André Hugues          |  | RRRS    | 1  |              |
| Jacques Rolland       |  | RRRS    | 2  |              |
| André Le Troquer      |  | SFIO    | 1  |              |
| Jean-Louis Vigier     |  | CNI-ARS | 1  |              |
| Jean Damasio          |  | UFF     | 1  |              |
| Francine Lefebvre     |  | MRP     | 1  |              |
| Louis Gautier-Chaumet |  | RGR     | 1  |              |

## Évolution de la circonscription

Les nouvelles circonscriptions de 1958.

La constitution de 1958 ayant réinstauré un mode de scrutin uninominal majoritaire par circonscription, la troisième circonscription de la Seine de 1946 est redécoupée en 11 circonscriptions : 8e, 9e, 10e, 11e, 12e, 28e, 29e, 30e et 31e, ainsi que le 4e arrondissement (partie est de la nouvelle 1re circonscription et le 3e arrondissement (partie est de la nouvelle 2e circonscription).